# گروه وی‌آر
گروه وی‌آر (سوئدی: VR Group) شرکت دولتی ترابری ریلی فنلاندی است، که در سال ۱۸۶۲ تأسیس شد.